# Marienkapelle (Alberschwende-Fischbach)

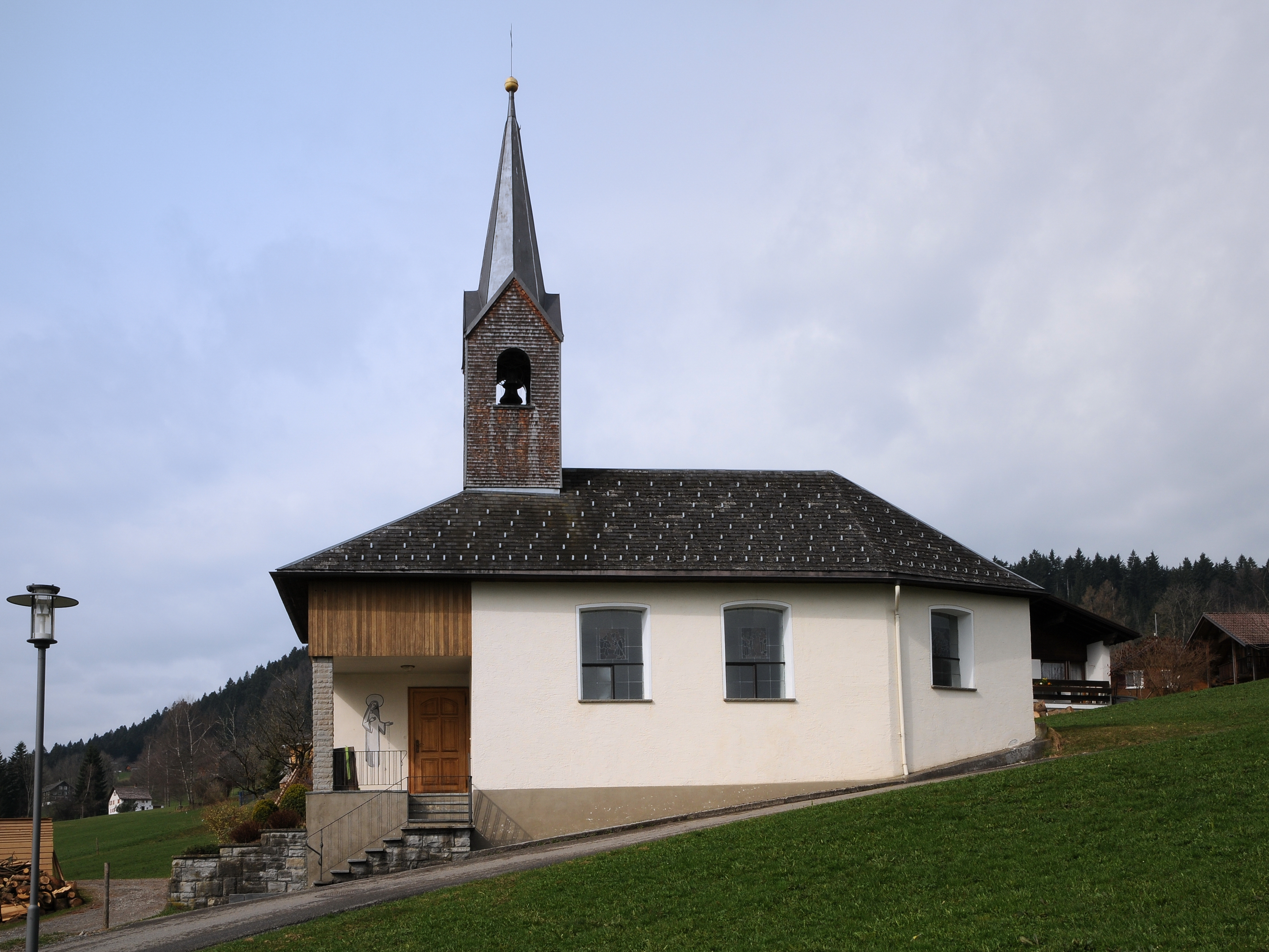
Kapelle in Fischbach

Die römisch-katholische Marienkapelle in Fischbach, einem Ortsteil der Bregenzerwälder Gemeinde Alberschwende ist den Sieben Schmerzen Mariens geweiht. Sie steht unter Denkmalschutz.

## Geschichte
Die Kapelle wurde in 1876 errichtet und 1878 geweiht. Sie wurde in den Jahren 1966 bis 1967 erweitert.

## Architektur und Ausstattung
Der Rechteckbau mit Chor befindet sich unter einem Satteldach und kleinem Glockenturm mit Spitzhelm. Der Anbau hat ein Walmdach.
Ein Sgraffito von 1966 an der Eingangswand, gemalt vom Fischbacher Schuldirektor Barta, zeigt die hl. Maria.
Der Innenraum ist rechteckig und tonnengewölbt. Ein eingezogener Chorbogen trennt den 3/8-Chor mit hohem Gewölbe vom Betraum mit Flachbogenfenstern. Im Chorraum gibt es ein umlaufendes Holzgesims. Im Westen ist eine Empore.
Die Glasgemälde von 1876 zeigen die „Flucht nach Ägypten“, die „Darbringung im Tempel“, die trauernde Maria am Grab Jesu, die „Kreuzigung Christi“ mit der hl. Maria, dem hl. Johannes und der hl. Maria Magdalena, sowie die Kreuzwegstation „Jesus begegnet seiner Mutter“.
In der Altarwandnische befindet sich eine Pietà, entstanden am Ende des 19. Jahrhunderts.